# Yerko Araya
Pour les articles homonymes, voir Araya.
Yerko Araya Cortés
(né le 14 février 1986 à Antofagasta) est un athlète chilien, spécialiste de la marche.

## Biographie
Son meilleur temps sur 20 km marche est de 1 h 23 min 10 s, obtenu à Los Ángeles au Chili, le 13 février 2010, mais sur 20 000 m marche (sur piste), il a un temps de 1 h 20 min 47 s 2, record national, obtenu à Buenos Aires en juin 2011. Il a participé aux championnats du monde junior à Grosseto en 2004 et à ceux jeunesse de Sherbrooke en 2003, il termine 10e de la Coupe du monde à Chihuahua en 2010. L'année précédente, il avait participé aux mondiaux de Berlin (29e).
Il termine 41e lors des Jeux olympiques de 2012 à Londres, puis 22e des mondiaux de Moscou. En 2014 il décroche une médaille de bronze aux championnats ibéro-américains, qui vient s'ajouter à celle d'argent obtenue quatre ans plus tôt. Il termine 21e du 20 km lors des Championnats du monde par équipes 2016 à Rome en 1 h 21 min 39 s.
Son frère jumeau Edward est un spécialiste du 50 km marche, dont il détient en 2014 le record national.

### Palmarès
| Date | Compétition                    | Lieu           | Résultat | Épreuve  | Performance        |
| ---- | ------------------------------ | -------------- | -------- | -------- | ------------------ |
| 2009 | Championnats d'Amérique du Sud | Lima           | 2e       | 20 000 m | 1 h 23 min 08 s 2  |
| 2010 | Championnats ibéro-américains  | San Fernando   | 2e       | 20 km    | 1 h 25 min 27 s 5  |
| 2011 | Championnats d'Amérique du Sud | Buenos Aires   | 3e       | 20 000 m | 1 h 20 min 47 s 2  |
| 2014 | Championnats ibéro-américains  | São Paulo      | 3e       | 20 km    | 1 h 23 min 34 s 68 |
| 2016 | Jeux olympiques                | Rio de Janeiro | 25e      | 20 km    | 1 h 22 min 23 s    |

### Records
| Épreuve         | Performance       | Lieu         | Date            |
| --------------- | ----------------- | ------------ | --------------- |
| 20 km marche    | 1 h 21 min 26 s   | Adelaide     | 21 février 2016 |
| 20 000 m marche | 1 h 20 min 47 s 2 | Buenos Aires | 5 juin 2011     |